# Le Cobaye
Série
Le Cobaye 2
(1996)
Pour plus de détails, voir Fiche technique et Distribution.
Le Cobaye (The Lawnmower Man) est un film américain réalisé par Brett Leonard, sorti en 1992.

## Synopsis
Un homme simple d'esprit fait l'objet d'une expérience scientifique basée sur la réalité virtuelle. Son intelligence se développe de manière extraordinaire, jusqu'à lui conférer des pouvoirs parapsychologiques, mais dans le même temps son équilibre mental est de plus en plus perturbé.

## Fiche technique
- Titre français : Le Cobaye
- Titre original : The Lawnmower Man
- Réalisation : Brett Leonard
- Scénario : Brett Leonard et Gimel Everett
- Production : Gimel Everett
  - Producteurs délégués : Steven A. Lane, Robert Pringle, Edward Simons et Clive Turner
- Société de production : New Line Cinema
- Budget : 10 millions de dollars (7,5 millions d'euros)
- Musique : Dan Wyman
- Photographie : Russell Carpenter
- Montage : Alan Baumgarten (en) et Lisa Bromwell (Director's cut)
- Décors : Alex McDowell
- Costumes : Mary Jane Fort
- Pays d'origine :  États-Unis,  Royaume-Uni et  Japon
- Format : Couleurs (Deluxe) - 1,85:1 - Dolby Surround - 35 mm
- Genre : Science-fiction, thriller expérimental
- Durée : 107 minutes / 140 minutes pour la Director's cut
- Dates de sortie[1] :
  - États-Unis : 6 mars 1992
  - Royaume-Uni : 5 juin 1992
  - Japon : 18 juillet 1992
  - France : 22 juillet 1992

## Distribution
- Jeff Fahey (VQ : Gilbert Lachance) : Jobe Smith
- Pierce Brosnan (VQ : Jean-Luc Montminy) : Dr. Lawrence Angelo
- Jenny Wright (VQ : Geneviève de Rocray) : Marnie Burke
- Mark Bringleson (VQ : Luis de Cespedes) : Sebastian Timms
- Geoffrey Lewis (VQ : Yves Massicotte) : Terry McKeen
- Jeremy Slate (VQ : Jean-Marie Moncelet) : Père Francis McKeen
- Dean Norris (VQ : Guy Nadon) : Le directeur
- Colleen Coffey (VQ : Élise Bertrand) : Caroline Angelo
- Jim Landis : Ed Walts
- Troy Evans : Lieutenant Goodwin
- Rosalee Mayeux (VQ : Hélène Mondoux) : Carla Parkette
- Austin O'Brien (VQ : Inti Chauveau) : Peter Parkette
- John Laughlin (en) (VQ : Bernard Fortin) : Jake Simpson

## Autour du film
- Le film semble très fortement inspiré du roman de Daniel Keyes Des fleurs pour Algernon.
- À l'époque de sa sortie en 1992, le film était novateur pour son utilisation massive d'animation en image de synthèse.
- La production prétendit que le film était basé sur une nouvelle de Stephen King. Bien que l'écrivain ait bien écrit la nouvelle La Pastorale, (The Lawnmower Man, titre original du film), son histoire était totalement différente de celle du scénario du Cobaye. Stephen King, furieux de voir son nom associé à ce film dans un seul but publicitaire, a intenté un procès à la société de production New Line Cinema afin que son nom soit retiré de tout le matériel promotionnel du film. New Line a rétorqué qu'elle avait acheté les droits de la nouvelle, ce qui l'autorisait à utiliser le nom de l'écrivain. Le tribunal a donné raison à King et a condamné New Line à lui verser 3 400 000 $ pour « usage trompeur et inexact » de son nom.
- Le film a connu une suite, Le Cobaye 2, réalisée par Farhad Mann en 1996.

## Bande originale
- Jobe's Fury, interprété par Sterling
- Game of Hearts, interprété par Creative Rite
- Man Wants, interprété par Creative Rite
- State of Shock, interprété par Carnal Garage

## Distinctions

### Nominations
- 1993 : Saturn Award du meilleur film de science-fiction.
- 1993 : Saturn Award pour les meilleurs effets spéciaux.